# Saint-Martin-du-Tilleul
Saint-Martin-du-Tilleul és un municipi francès situat al departament de l'Eure i a la regió de Normandia. L'any 2007 tenia 241 habitants.

## Demografia

### Població
El 2007 la població de fet de Saint-Martin-du-Tilleul era de 241 persones. Hi havia 75 famílies de les quals 8 eren unipersonals (8 homes vivint sols), 28 parelles sense fills i 39 parelles amb fills.
La població ha evolucionat segons el següent gràfic:
Habitants censats

### Habitatges
El 2007 hi havia 87 habitatges, 81 eren l'habitatge principal de la família, 4 eren segones residències i 2 estaven desocupats. Tots els 87 habitatges eren cases. Dels 81 habitatges principals, 71 estaven ocupats pels seus propietaris, 8 estaven llogats i ocupats pels llogaters i 2 estaven cedits a títol gratuït; 1 tenia dues cambres, 6 en tenien tres, 16 en tenien quatre i 58 en tenien cinc o més. 64 habitatges disposaven pel capbaix d'una plaça de pàrquing. A 22 habitatges hi havia un automòbil i a 56 n'hi havia dos o més.

### Piràmide de població
La piràmide de població per edats i sexe el 2009 era:
| Homes | Edats   | Dones |
| ----- | ------- | ----- |
| 0     | 95 o +  | 4     |
| 0     | 90 a 94 | 4     |
| 0     | 85 a 89 | 0     |
| 4     | 80 a 84 | 0     |
| 0     | 75 a 79 | 8     |
| 4     | 70 a 74 | 4     |
| 8     | 65 a 69 | 0     |
| 4     | 60 a 64 | 4     |
| 12    | 55 a 59 | 8     |
| 12    | 50 a 54 | 8     |
| 16    | 45 a 49 | 12    |
| 4     | 40 a 44 | 8     |
| 4     | 35 a 39 | 8     |
| 12    | 30 a 34 | 12    |
| 4     | 25 a 29 | 4     |
| 12    | 20 a 24 | 8     |
| 12    | 15 a 19 | 12    |
| 12    | 10 a 14 | 8     |
| 16    | 5 a 9   | 0     |
| 16    | 0 a 4   | 4     |

## Economia
El 2007 la població en edat de treballar era de 166 persones, 112 eren actives i 54 eren inactives. De les 112 persones actives 103 estaven ocupades (58 homes i 45 dones) i 9 estaven aturades (3 homes i 6 dones). De les 54 persones inactives 17 estaven jubilades, 25 estaven estudiant i 12 estaven classificades com a «altres inactius».

### Ingressos
El 2009 a Saint-Martin-du-Tilleul hi havia 84 unitats fiscals que integraven 241 persones, la mediana anual d'ingressos fiscals per persona era de 19.008 €.

### Activitats econòmiques
Dels 10 establiments que hi havia el 2007, 2 eren d'empreses de fabricació d'altres productes industrials, 1 d'una empresa de construcció, 1 d'una empresa de comerç i reparació d'automòbils, 2 d'empreses de transport, 1 d'una empresa financera, 1 d'una empresa immobiliària i 2 d'empreses de serveis.
L'únic servei als particulars que hi havia el 2009 era un guixaire pintor.
L'any 2000 a Saint-Martin-du-Tilleul hi havia 10 explotacions agrícoles que ocupaven un total de 816 hectàrees.

## Poblacions més properes
El següent diagrama mostra les poblacions més properes.